# Liberté (film, 2019)
Pour les articles homonymes, voir Liberté (homonymie).
Pour plus de détails, voir Fiche technique et Distribution.
Liberté (Personalien) est un film espagnol réalisé par Albert Serra, sorti en 2019.

## Synopsis
Madame de Dumeval, le duc de Tesis et le duc de Wand, libertins expulsés de la cour puritaine de Louis XVI, recherchent l’appui du légendaire duc de Walchen, séducteur et libre penseur allemand, esseulé dans un pays où règnent hypocrisie et fausse vertu. Leur mission : exporter en Allemagne le libertinage, philosophie des Lumières fondée sur le rejet de la morale et de l’autorité, mais aussi, et surtout, retrouver un lieu sûr où poursuivre leurs jeux dévoyés.

## Fiche technique
- Titre original : Personalien
- Titre français : Liberté
- Réalisation et scénario : Albert Serra
- Costumes : Rosa Tharrats et Artur Tort
- Photographie : Artur Tort
- Montage : Ariadna Ribas
- SOFICA : Cofinova 15
- Société de distribution : Sophie Dulac Distribution
- Pays de production :  Espagne
- Format : couleur — 1,85:1
- Genre : drame
- Durée : 132 minutes
- Dates de sortie :
  - France : 18 mai 2019 (festival de Cannes 2019) ; 4 septembre 2019 (sortie nationale)
- Classification CNC[1] : interdiction aux mineurs de -16 ans assortie de l'avertissement « La violence, le réalisme et la cruauté de plusieurs scènes sont susceptibles de heurter le public »[2].

## Distribution
- Helmut Berger : le duc de Walchen
- Francesc Daranas : libertin
- Catalin Jugravu : Catalin
- Theodora Marcadé : madame de Dumeval
- Baptiste Pinteaux : monsieur Wand
- Laura Poulvet : madame de Jensling
- Xavier Pérez : le capitaine Benjamin Hephie
- Lluís Serrat : Armin
- Marc Susini : le duc de Tesis
- Montse Triola : madame Montavrile
- Iliana Zabeth : madame de Geldöbel

## Distinction

### Récompense
- Festival de Cannes 2019 : Prix spécial du jury dans la section Un certain regard[3].